# Йохан Август Ернст фон Алвенслебен
Йохан Август Ернст фон Алвенслебен (на немски: Johann August Ernst von Alvensleben; * 6 август 1758 в Еркслебен; † 27 септември 1827 в Еркслебен) е благородник от род Алвенслебен, наследствен господар на „Еркслебен II“, граф на Алвенслебен (1758 – 1827) в Саксония-Анхалт, държавник и министър.
Той е единствен син на Йоахим IV фон Алвенслебен (1720 – 1782) и съпругата му София Ернестина Луиза фон Платен (1733 – 1799) от Демертин, дъщеря на пруския генерал-майор граф Георг Лудвиг фон Платен-Халермунд (1704 – 1772) и Сабина Хедвиг фон Щойбен (1715 – 1796).
Йохан Август Ернст фон Алвенслебен следва от 1775 г. право и държавни науки в университета в Хелмщет. От 1781до 1784 г. той работи като референдар при Магдебургската камера и след това управлява фамилните собствености в Еркслебен II и Урслебен. През 1788 г. той става домхер в катедралата на Халберщат, мести се там и през 1796 г. след граф Кристиан Фридрих фон Щолберг-Вернигероде е избран за домдекан. От 1793 до 1796 г. той е член на комисията, която работи по книгата на законите на провинцията. Крал Фридрих Вилхелм III от Прусия го издига 1798 г. на наследствен граф. През 1807 г. той отива като представител на катедралния капител в Париж, за да поздрави Жером Бонапарт за новообразуваното Кралство Вестфалия. Между 1808 и 1813 г. той е член на Имперските племена на Вестфалия. През 1808 г. той е при честването на имперското събрание в Касел. През 1810 г. той участва в заседанията на имперското събрание. Той подпомага на поетите.
След възстановяването на пруското управление крал Фридрих Вилхелм III го награждава с ордена на „Червения орел първа класа“ и го приема в „Йоанитския орден“. Той се оттегля в имението си Еркслебен през 1810 г.
След смъртта на държавния министър граф Гебхард фон дер Шуленбург-Волфсбург на 25 декември 1818 г. пруският крал го прави 1820 г. държавен министър. След 30 октомври 1823 г. той напуска и се оттегля в имението си Еркслебен. Той получава Големия кръст на ордена на Велфите, но отказва предложената му пенсия.
Пруският крал го прави през 1824 г. на Ландтагсмаршал за Бранденбург и Долна Лужица и член на държавния съвет.
Йохан Август Ернст фон Алвенслебен е масон в ложата в Магдебург.
Йохан Август Ернст фон Алвенслебен умира на 69 години на 27 септември 1827 г. в Еркслебен и е погребан в дворцовата капела в Еркслебен.

## Фамилия
Йохан Август Ернст фон Алвенслебен се жени на 8 юли 1788 г. в Магдебург за Доротея София Фридерика Каролина фон Рор-Трамниц (* 27 октомври 1771, Магдебург; † 12 март 1816, Берлин), дъщеря на кралския пруски генерал-майор Албрехт Ерентрайх фон Рор (1720 – 1800) и Агнес София Августа фон Алвенслебен (1743 – 1806), дъщеря на главния дворцов майстер Фридрих Август фон Алвенслебен (1703 – 1783) и София Доротея фон Алвенслебен (1715 – 1788). Те имат 13 деца:
- София фон Алвенслебен (* 1 януари 1790, Халберщат; † 28 юли 1848, Винцелберг), омъжена на 20 юли 1808 г. в Еркслебен за Фридрих Вилхелм Карл фон Крьохер (* 10 март 1782, Лом, Пригниц; † 12 януари 1861, Винцелберг)
- Августа фон Алвенслебен (* 21 януари 1791, Халберщат; † 16 февруари 1856, Еркслебен), омъжена на 2 май 1811 г. в	Еркслебен за Ернст Фридрих фон Крозигк († 25 октомври 1872, Десау)
- Аделхайд фон Алвенслебен (* 21 октомври 1792, Еркслебен; † 1 декември 1836, Брауншвайг), омъжена на 14 септември 1821 г. в Еркслебен за Август Фердинанд фон Мюнххаузен
- Албрехт фон Алвенслебен (* 23 март 1794, Халберщат; † 2 май 1858, Берлин), граф, пруски финансов министър, неженен
- Йоахим фон Алвенслебен
- Гебхард фон Алвенслебен
- Гебхард фон Алвенслебен
- Матилда фон Алвенслебен
- Лудолф фон Алвенслебен (* 9 март 1801)
- Матилда фон Алвенслебен
- Улрика фон Алвенслебен (* 9 юни 1806?)
- Антония фон Алвенслебен, омъжена за Бернхард Симон фон Керсенброк
- Клара фон Алвенслебен (* 8 март 1812), омъжена за Вилхелм фон Котце († 26 април 1868)